# Ekbert Hering
Ekbert Hering (* 1943 in Stuttgart) ist ein deutscher Physiker und Wirtschaftswissenschaftler. Von 1997 bis 2007 war er Rektor der Hochschule Aalen. Er ist Verfasser von mehr als fünfzig Fachbüchern über technische und betriebswirtschaftliche Themen.

## Leben
Nach seinem Abitur im Jahre 1963 studierte Hering an der Universität Stuttgart und der Universität Hamburg bis 1968 Physik. Er promovierte 1971 am Max-Planck-Institut für Festkörperforschung  in Stuttgart zum Thema  Supraleitung.
Ein zweites Studium begann Hering 1970 parallel zu seiner Promotion. Er studierte bis 1975 Betriebswirtschaftslehre an den Universitäten Stuttgart und  Mannheim. In diesem Fach promovierte er 1984 mit dem Thema Strategische Planung in kleinen und mittleren Unternehmen.
Im Sommersemester 1971 wurde er als Professor an die Fachhochschule Aalen (heute Hochschule Aalen) berufen, um im Fachbereich Metallveredelung und Werkstoffkunde die Fächer Physik, Informatik und Werkstoffe der Elektrotechnik zu lehren.
1977 war Hering im Rahmen eines Forschungssemesters Vorstandsassistent der Firma Siemens in Heidenheim. Dort war er zusammen mit Boston Consulting in der strategischen Planung, im strategischen Marketing und Business Process Reengineering tätig.
Seine Lehrtätigkeit an der Hochschule Aalen umfasste Physik, Informatik, Controlling und systemdynamische Simulation. An der Berufsakademie (heute Duale Hochschule) in Heidenheim unterrichtete er Operations Research. Von 1994 bis 1997 war er Dekan des Fachbereichs Wirtschaftswissenschaften der Hochschule Aalen.
Von März 1997 bis Dezember 2007 war er Rektor der Hochschule Aalen. In seiner Ära wurden u. a. das Medienzentrum mit Ton- und Fernsehstudio (2001), das Zentrum für Optische Technologien (2003), die Neubauten auf dem Campus-Teil Burren (2006) sowie zahlreiche Stiftungslehrstühle errichtet. Durch neue Studiengänge wie Internationale Betriebswirtschaft, Betriebswirtschaft für kleine und mittlere Unternehmen, Informatik und Augenoptik und Hörakustik stieg die Studentenzahl bis 2007 auf 3860.
Er ist seit 1969 mit Christiane Hering, geb. Festing verheiratet und hat zwei Kinder.  Er ist aktiver Violinist und Mitbegründer des Aalener Sinfonieorchesters. Zu seinen privaten Leidenschaften gehört das Sammeln von Fossilien und das Dichten von Schüttelreimen. 1972 veröffentlichte er im Selbstverlag das mittlerweile in vierter Auflage erschienene Büchlein Vor Gebrauch schütteln mit seinen Schüttelreimen. Er ist alljährlicher Büttenredner bei der Aalener Fasnacht.

## Ehrungen
Am 21. November 2008 wurde er vom Kultusministerium Baden-Württemberg für seine ehrenamtliche Tätigkeit bei der Aalener Fastnachtszunft zum Sauren Meckereck als Büttenredner seit 1981 mit dem Hirsch am Goldenen Vlies ausgezeichnet.
Am 27. April 2009 erhielt er für seine Leistungen für die Entwicklung der Hochschule Aalen und sein ehrenamtliches Engagement das Bundesverdienstkreuz.
Am 22. Februar 2013 wurde ihm als dritter Doktortitel die Ehrendoktorwürde der Kalashnikov Izhevsk State Technical University in Ischewsk verliehen.

## Mitgliedschaften
- Deutsche Physikalische Gesellschaft (DPG)
- Verein Deutscher Ingenieure (VDI)
- Deutsche Gesellschaft für Qualität (DGQ)
- REFA - Verband für Arbeitsgestaltung, Betriebsorganisation und Unternehmensentwicklung
- Aalener Sinfonieorchester e.V. (1. Vorsitzender)[16]
- Marketing Club Region Stuttgart e.V. (Ehrenpräsident)[17]
- Zentrale Evaluations- und Akkreditierungsagentur (Mitglied im Expertenrat)
- Narrenzunft Oberkochener Schlagga-Wäscher e. V. (Ehrenelferrat)[18]

## Veröffentlichungen (Auswahl)
- (mit Klaus Bressler / Jürgen Gutekunst): Elektronik für Ingenieure und Naturwissenschaftler. 6. vollst. aktualisierte u. erw. Auflage. Springer, Heidelberg 2014, ISBN 978-3-642-05498-3.
- Controlling für Ingenieure (essentials). Springer Vieweg, Wiesbaden 2014, ISBN 978-3-658-04368-1.
- Taschenbuch für Wirtschaftsingenieure. 3. Auflage. Carl Hanser Verlag, München 2013, ISBN 978-3-446-43252-9.
- Marketingkonzeptionen für Ingenieure (essentials). Springer Vieweg, Wiesbaden 2013, ISBN 978-3-658-03910-3.
- (mit Rolf Martin / Martin Stohrer): Physik für Ingenieure. 11. Auflage. Springer, Heidelberg 2012, ISBN 978-3-642-22568-0.
- (mit Rolf Martin / Martin Stohrer): Taschenbuch der Mathematik und Physik. 5. Auflage. Springer, Heidelberg 2008, ISBN 978-3-540-78683-2.
- Grundwissen des Ingenieurs. 14. Auflage, Fachbuchverlag Leipzig, 2007, ISBN 978-3-446-22814-6.
- Handbuch Betriebswirtschaft für Ingenieure. 5. Auflage. Springer, Heidelberg 1998, ISBN 978-3-540-65095-9.
- Vor Gebrauch schütteln. 4. Auflage. Aalen 2007.
- (mit  Karl Scheurer): Operations Research mit dem PC. Friedrich Vieweg & Sohn Verlag, Wiesbaden 1991, ISBN 978-3-528-04528-9. Mit Fallbeispielen aus der Geschichte der Familie Hering.